# Абела, Роберт
Роберт Абела (мальт. Robert Abela; род. 7 декабря 1977, Слима) — мальтийский юрист и политик. Премьер-министр Мальты с 13 января 2020 года.

## Биография
Родился в семье будущего президента Мальты Джорджа Абелы и его жены Маргарет. В молодости занимался бодибилдингом и играл в футбольной сборной.
Абела изучал юриспруденцию в Мальтийском университете, где встретил свою будущую жену Лидию. Он работал в семейной юридической фирме Abela Advocates, специализирующейся на трудовом праве.
В 2017 году избран членом Палаты представителей. Был юридическим советником премьер-министра Джозефа Муската.
В 2008 году он женился на Лидии Абеле, секретаре исполнительного комитета Лейбористской партии, с которой у него есть дочь по имени Джорджия Мэй, родившаяся в 2012 году.